# Рамбуа, Иоганн Антон
Иоганн Антон Альбан Рамбуа (нем. Johann Anton Alban Ramboux, * 5 октября 1790[…] или 15 октября 1790, Трир — 2 октября 1866[…], Кёльн, Рейнская провинция) — немецкий художник и литограф.

## Жизнь и творчество
Иоганн Антон Рамбуа по отцовской линии был савойяром, по материнской же происходил из известной тогда кёльнской фамилии ювелиров Велкен. Первые уроки рисунка получил в своей школе в Трире, затем — по рекомендации учителя — в 1803—1807 годах продолжает обучение у бывшего монаха-августинца Абрахама (в миру Жан-Анри Гильсон), проживавшего после закрытия монастыря в люксембургском городке Флоренвиль. По рекомендательному письму затем отправляется в Париж к художнику Жаку-Луи Давиду, у которого берёт уроки портретной живописи, а также работает в мастерской Пьера-Клода Жотеро и обучается в парижской Национальной школе изящных искусств (до 1813 года). Затем возвращается в родной Трир и здесь остаётся на два года. В 1815 он поступает в Баварскую академию художеств в Мюнхене и год занимается скульптурой в классе Франца и Конрада Эберхардов. Весной 1816 года художник приезжает в Рим и работает там до 1822 года. В Италии Рамбуа вступает в кружок художников-назарейцев и заводит дружеские отношения с такими живущими также в Риме мастерами, как Фридрих Овербек, Петер Корнелиус, Карл Филипп Фор, Йозеф Кох. Летом 1822 года художник возвращается в Трир и проводит здесь последующие десять лет. За это время он пишет большое количество акварелей с видами города и реки Мозель, часть из которых в 1826 году он использует как материал для выпуска серии литографий.
В 1832 году И. А. Рамбуа вновь уезжает в Италию и живёт там до сентября 1842 года. Основными темами для его произведений становятся итальянские ландшафты, а также жанровые сценки из жизни местного населения. Много времени он уделяет также копиям итальянской средневекой живописи и эпохи Ренессанса, фрескам и мозаикам, созданным в XIII—XVI столетиях. В 1840 году, по указанию будущего прусского короля Фридриха Вильгельма IV, покупается 325 акварелей кисти Рамбуа и передаётся как дар городу Дюссельдорфу. Картины были помещены в Академию художеств Дюссельдорфа, однако в результате пожара в 1872 году 27 из них погибли. С 1913 года оставшиеся хранятся в городском художественном музее (Кунстпаласт Дюссельдорф).
В 1843 году Рамбуа приезжает в Кёльн, и здесь по рекомендации скульптора Иоганна Готфрида Шадова в 1844 занимает пост хранителя художественного собрания Вальрафа. В 1854 году он совершает паломничество в Иерусалим, обогатившее его в творческом отношении. Художник вновь пишет многочисленные акварели, создавая затем по их мотивам литографии.
Рамбуа в течение своей жизни многократно выступал за сохранение исторического и архитектурного наследия родного его города Трир. В 1858 году он становится первым почётным гражданином Трира. В 1961 году в Трире учреждается «премия Рамбуа» для поощрения молодых живописцев. В Кёльне именем Рамбуа названа одна из улиц. Работы художника хранятся в Старой национальной галерее Берлина.

## Сочинения (избранное)
- Beiträge zur Kunstgeschichte der Malerei, Köln 1860 (300 Blätter)
- Umrisse zur Veranschaulichung altchristlicher Kunst in Italien vom Jahr 1200—1600, Köln 1854 (125 Blätter)

## Галерея

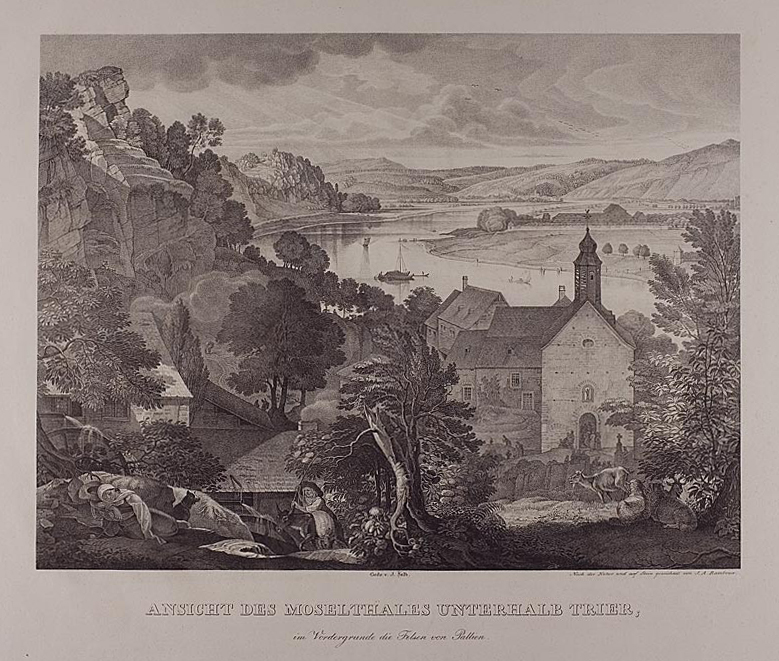
Долина Мозеля ниже Трира (1823)
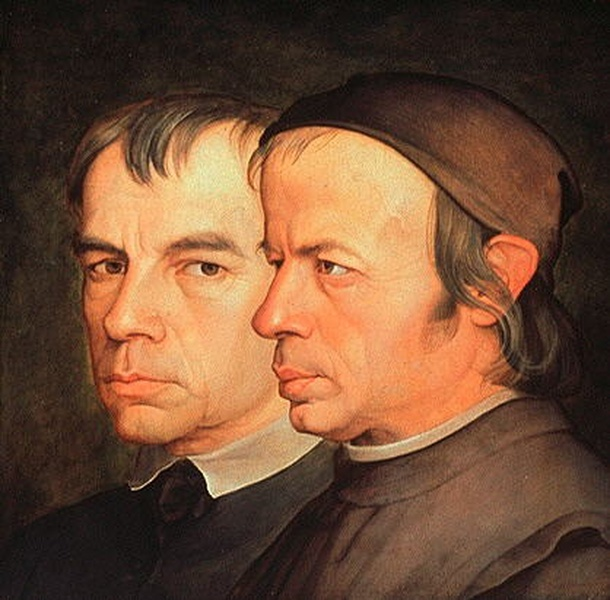
Портрет скульпторов, братьев Эберхард
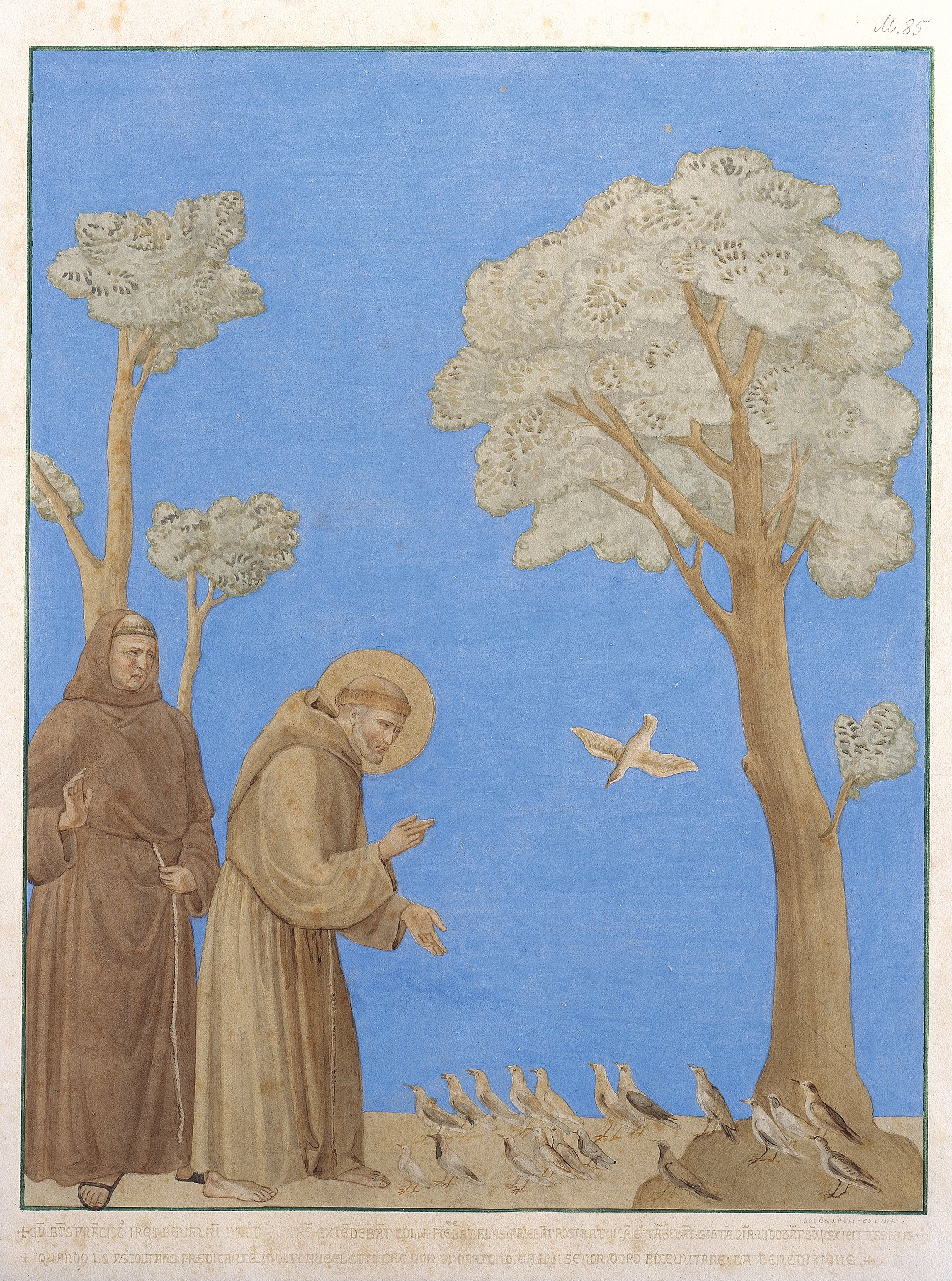
«Св. Франциск проповедует птицам» (1808)
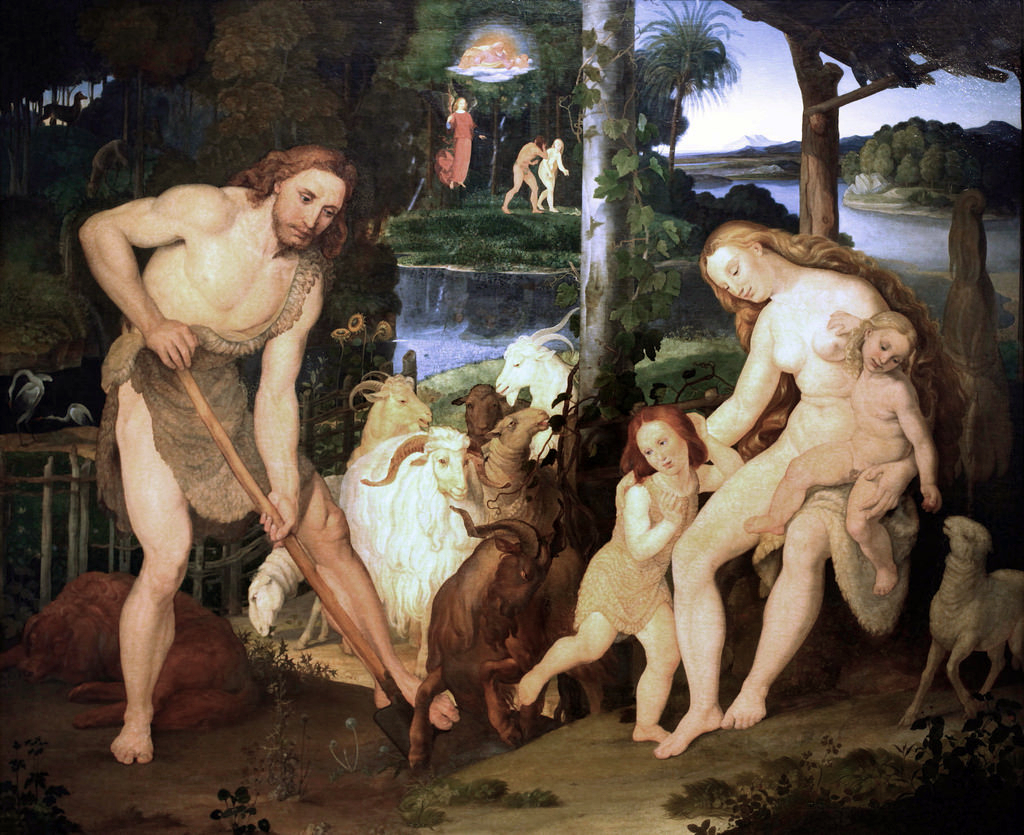
«Адам и Ева» (1818)
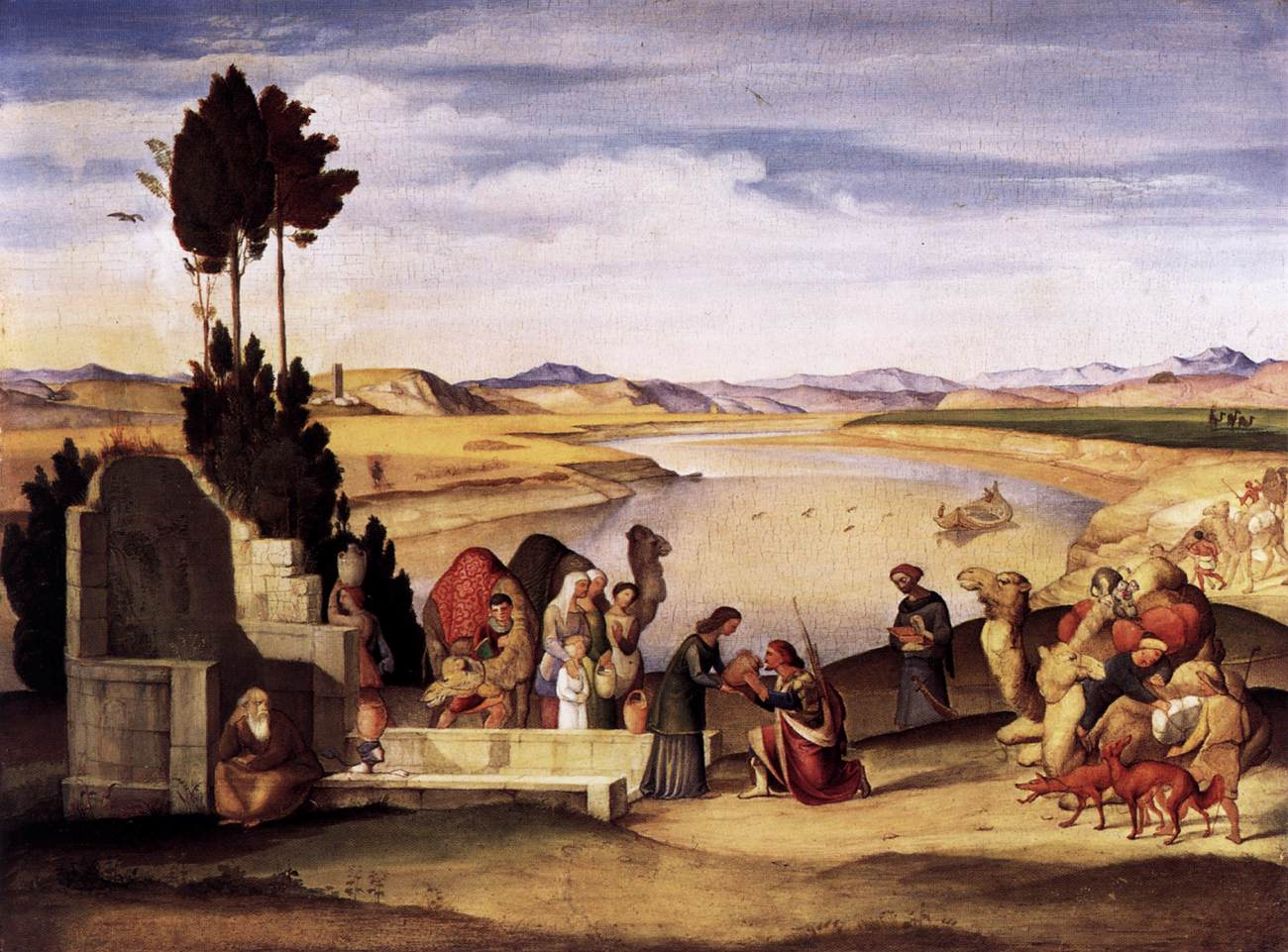
«Ревекка и Елиезер у источника»(1819)

1. 1 2  RKDartists (нидерл.)
2. 1 2  Johan Anton Alban Ramboux // Benezit Dictionary of Artists (англ.) — OUP, 2006. — ISBN 978-0-19-977378-7
3. ↑  The Fine Art Archive
4. ↑  Union List of Artist Names (англ.) — 2017.